# Arondismentul Carpentras
Arondismentul Carpentras (în franceză Arrondissement de Carpentras) este un arondisment din departamentul Vaucluse, regiunea Provence-Alpes-Côte d'Azur, Franța.

## Subdiviziuni

### Cantoane
- Cantonul Beaumes-de-Venise
- Cantonul Carpentras-Nord
- Cantonul Carpentras-Sud
- Cantonul Malaucène
- Cantonul Mormoiron
- Cantonul Pernes-les-Fontaines
- Cantonul Sault
- Cantonul Vaison-la-Romaine

### Comune
| 1. Althen-des-Paluds (84001)             | 2. Aubignan (84004)                  | 3. Aurel (84005)                       | 4. Le Barroux (84008)               |
| 5. Le Beaucet (84011)                    | 6. Beaumes-de-Venise (84012)         | 7. Beaumont-du-Ventoux (84015)         | 8. Blauvac (84018)                  |
| 9. Brantes (84021)                       | 10. Buisson (84022)                  | 11. Bédoin (84017)                     | 12. Cairanne (84028)                |
| 13. Caromb (84030)                       | 14. Carpentras (84031)               | 15. Crestet (84040)                    | 16. Crillon-le-Brave (84041)        |
| 17. Entraigues-sur-la-Sorgue (84043)     | 18. Entrechaux (84044)               | 19. Faucon (84045)                     | 20. Flassan (84046)                 |
| 21. Gigondas (84049)                     | 22. Lafare (84059)                   | 23. Loriol-du-Comtat (84067)           | 24. Malaucène (84069)               |
| 25. Malemort-du-Comtat (84070)           | 26. Mazan (84072)                    | 27. Modène (84077)                     | 28. Monieux (84079)                 |
| 29. Monteux (84080)                      | 30. Mormoiron (84082)                | 31. Méthamis (84075)                   | 32. Pernes-les-Fontaines (84088)    |
| 33. Puyméras (84094)                     | 34. Rasteau (84096)                  | 35. Roaix (84098)                      | 36. La Roque-Alric (84100)          |
| 37. La Roque-sur-Pernes (84101)          | 38. Sablet (84104)                   | 39. Saint-Christol (84107)             | 40. Saint-Didier (84108)            |
| 41. Saint-Hippolyte-le-Graveyron (84109) | 42. Saint-Léger-du-Ventoux (84110)   | 43. Saint-Marcellin-lès-Vaison (84111) | 44. Saint-Pierre-de-Vassols (84115) |
| 45. Saint-Romain-en-Viennois (84116)     | 46. Saint-Roman-de-Malegarde (84117) | 47. Saint-Trinit (84120)               | 48. Sarrians (84122)                |
| 49. Sault (84123)                        | 50. Savoillan (84125)                | 51. Suzette (84130)                    | 52. Séguret (84126)                 |
| 53. Vacqueyras (84136)                   | 54. Vaison-la-Romaine (84137)        | 55. Velleron (84142)                   | 56. Venasque (84143)                |
| 57. Villedieu (84146)                    | 58. Villes-sur-Auzon (84148)         |                                        |                                     |